# 霍恩基兴 (图林根州)
霍恩基兴（德語：Hohenkirchen，發音：[hoːənˈkɪʁçn̩]）是德国图林根州哥达县曾经的一个市镇，面积6.81平方千米，2017年12月31日人口为698人。2019年12月31日，霍恩基兴与另外2个市镇并入市镇格奥尔根塔尔。